# Paris Saint-Germain (handball)
Pour les articles homonymes, voir PSG (homonymie).
Cet article concerne la section handball du Paris Saint-Germain. Pour les autres sections, voir Paris Saint-Germain (omnisports, 2012).
Maillots
Actualités
Dernière mise à jour : été 2024.
La section handball du Paris Saint-Germain (couramment abrégé en Paris SG ou PSG) est un club français de handball basé à Paris.
Accédant pour la première fois en Division 1 en 1986, son palmarès, principalement acquis depuis 2013, se compose de onze (dont dix consécutifs) titres de Champion de France, six Coupes de France et trois Coupes de la Ligue. Le club a également atteint la finale de la Ligue des champions en 2017.

## Histoire

### Asnières Sports (1941-1987)
Le club parisien est créé en 1941 sous le nom des Patriotes d'Asnières avant de prendre celui d'Asnières Sports un an plus tard. En 1945, l'équipe est battue en finale de la Coupe de France par le Villemomble sports au Parc des Princes devant 15 000 spectateurs. À l'époque, le handball est disputé sous son format à onze joueurs en plein air et l'Asnières Sports est présidé par Christian Picard, père de Gérard Picard qui lui succèdera lors de la saison 1975-1976 et restera président jusqu'en 2003.
Finaliste du championnat de France de Nationale 1B (actuelle D2) en 1986, le club joue sa première saison dans l'élite en 1986/87 sous le nom Asnières Racing Olympique 92.

### Paris-Racing-Asnières puis Paris-Asnières (1987-1992)

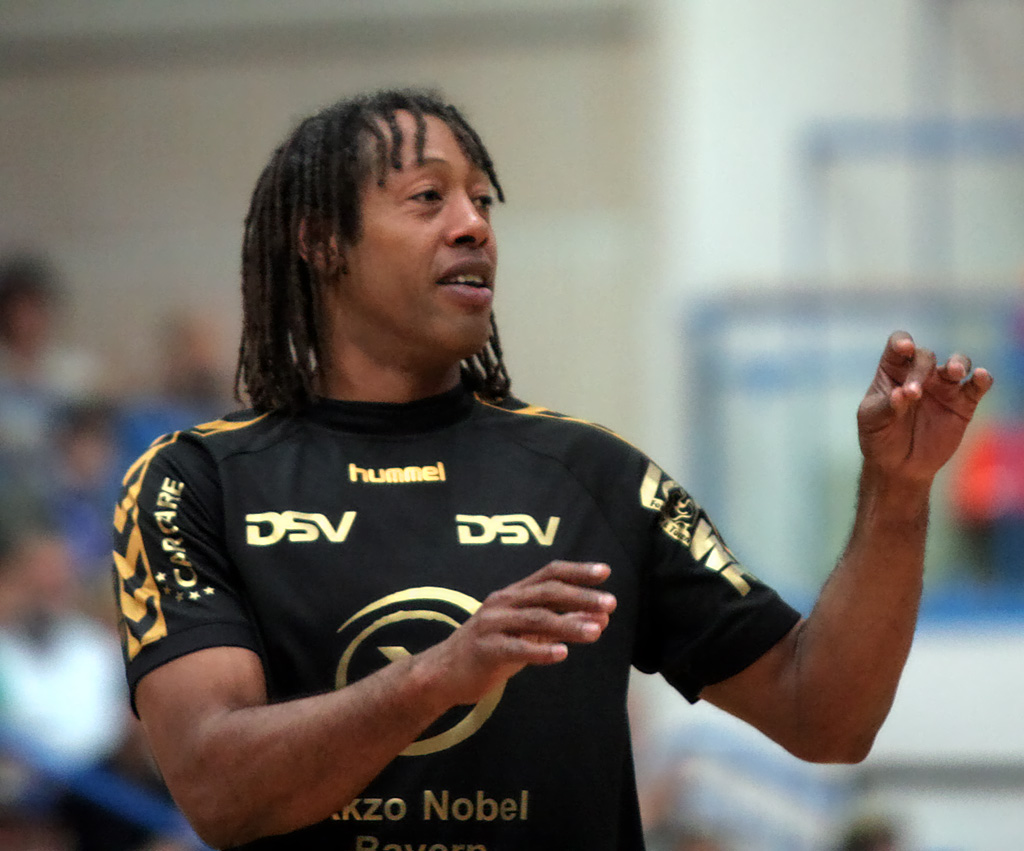
Paris est le premier club professionnel de Jackson Richardson (ici en 2008) entre 1989 et 1991.

En 1987, les dirigeants du club arrivent à convaincre la Mairie de Paris de s'associer à celle d'Asnières pour créer un grand club de handball dans la capitale. L'équipe des Hauts-de-Seine déménage alors pour la capitale etr s'appeler le Paris-Racing-Asnières puis Paris-Asnières.
De futurs grands internationaux passent par Paris à l'image de Jackson Richardson, joueur emblématique du handball français, double champion du monde et médaillé olympique qui reste 2 saisons au club entre 1989 et 1991, ou encore de l'Islandais Júlíus Jónasson.
En 1990, grâce notamment aux huit buts de Jackson Richardson et aux trois buts de Patrice Canayer lors de la finale retour, le Paris-Asnières est champion de France de Nationale 1B et est ainsi promu dans l'élite. Si Canayer troque alors son maillot de joueur pour le costume d'entraîneur et deux nouveaux Réunionnais, Patrick Cazal et Bernard Latchimy, rejoignent Jackson Richardson et Maxime Spincer.

### PSG-Asnières (1992-2002)
En 1992, le club passe sous le contrôle du Paris Saint-Germain omnisports. L'institution dirigée alors par Charles Biétry intègre de nombreuses disciplines : volley-ball, rugby ou encore de la boxe. Une nouvelle modification qui va conduire à un autre changement de nom. Le Paris-Asnières s'appelle désormais le PSG-Asnières. La collaboration dure 10 ans. L'équipe termine vice-championne de France à l'issue de la saison 1995-1996 et atteint même la finale de Coupe de France en 2001 avant de s'incliner contre Montpellier. L'équipe parisienne réussit à attirer plusieurs internationaux : Stéphane Stoecklin, médaillé olympique et champion du monde avec la France en 1995, comme Denis Lathoud et Gaël Monthurel aussi passés par le club. Nenad Peruničić, international serbe, 3e au championnat du monde et d'Europe. C'est aussi à cette période qu'Olivier Girault, champion du monde en 2001, d'Europe en 2006 et Olympique en 2008, signe au Paris Handball. Il pose ses valises dans la capitale en 1999 et joue pour le Paris Handball jusqu'en 2008 avant devenir entraineur du club entre 2008 et 2011.

### Paris Handball (2002-2012)
En 2002, place désormais au Paris Handball et à l'ère Louis Nicollin qui reste à Paris jusqu'en 2010. Durant cette décennie, le club enregistre quelques bons résultats. Après plusieurs saisons satisfaisantes, notamment sous la coupe de Thierry Anti avec une deuxième place en 2005 et une troisième en 2006. Les Parisiens participant aussi à la Ligue des Champions lors de la saison 2005-2006, ils terminent 2e de leur poule mais s'incline à deux reprises contre la THW Kiel lors des 8e de finale.
Le premier trophée du club est remporté en 2007 : le Paris Handball s'impose 28 à 21 en finale de la Coupe de France contre Aix-en-Provence.
À l'issue de la saison 2008-2009, le club termine 13e de D1, à la suite d'une énième défaite à Coubertin face à Dunkerque, le club est relégué sportivement en seconde division. Cédric Sorhaindo est prêté à Toulouse en décembre 2009 et laisse ses coéquipiers boucler la phase aller à la première place à égalité avec Aix-en-Provence et Saint-Cyr sur Loire. Propriétaire depuis plusieurs années, Louis Nicollin vend le club en mars 2010 à la société Paris Handball Développement présidée par l'ancien gardien du club Bruno Martini. Les hommes d'Olivier Girault continuent sur leur lancée en assurant la remontée du club en 1re division et en s'offrant un bon parcours en Coupe de France : après avoir notamment éliminé deux clubs de l'élite (Istres et Toulouse), le club ne s'incline qu'en demi-finale face à Montpellier.

Pour leur remontée les Parisiens remportent leur premier match contre Ivry, malgré l'absence de Kévynn Nyokas qui se blesse gravement une semaine avant le début de la saison 2010-2011, et terminent à une honorable 11e place. Nyokas de retour, le joueur formé au club gagne alors ses premiers galons en équipe de France. La saison suivante, le Paris Handball évite la relégation lors de la dernière journée et termine 12e du championnat. Malgré des difficultés financières mettant en péril sa survie, le club parvient à trouver des repreneurs, lui évitant ainsi de subir le même sort que le RS Saint-Cyr Touraine HB, condamné à déposer le bilan malgré son maintien en D1 acquis sportivement.

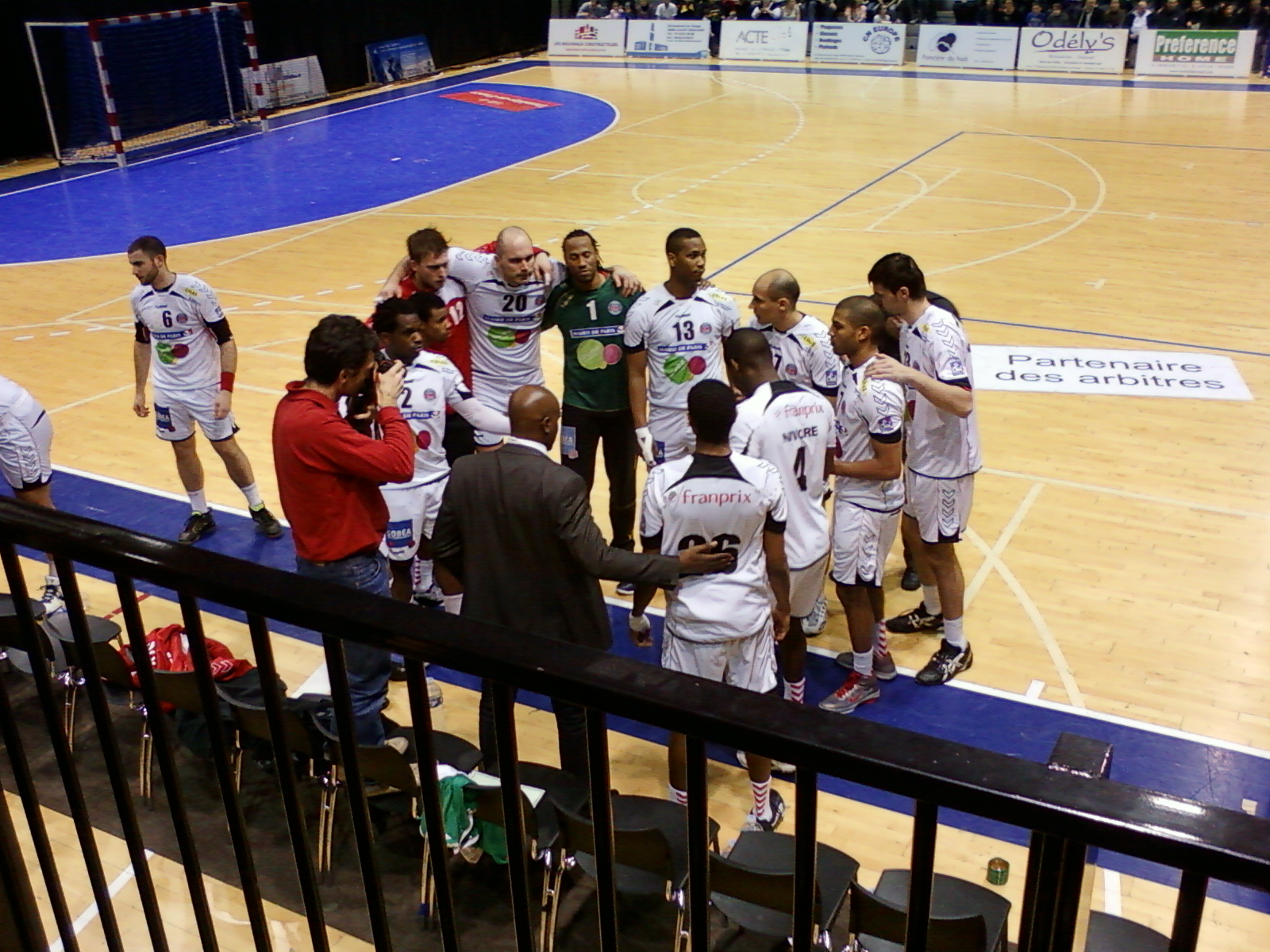
Olivier Girault donne ses consignes lors du match Tremblay-Paris le 11 février 2011.

Au cours de l'été 2011, François Berthier devient le nouvel entraîneur du Paris Handball, prenant la suite de Maxime Spincer qui assurait l'intérim à la suite du départ d'Olivier Girault. Le Paris Handball évite de peu la relégation en D2, à une victoire près face à Istres OPH et USAM Nîmes, les 2 clubs relégués. Cette fin de championnat a paru étonnante pour de nombreux observateurs dans la mesure où le Montpellier AHB, leader et invaincu, perd à la surprise générale en avril face à Nîmes, un club qui luttait alors avec le Paris Handball pour le maintien en D1. Le MAHB, assuré du titre, perd de nouveau 15 jours plus tard face à Cesson-Rennes, club non assuré de son maintien. Ces résultats qui auraient pu reléguer le Paris Handball, futur rival de Montpellier à la suite de son rachat par Qatar, en seconde division, ont semé la stupéfaction et posé de nombreuses interrogations quant à l'authenticité de ces résultats. On apprendra par la suite que des paris suspects ont été enregistrés lors de la rencontre Montpellier / Cesson-Rennes ayant conduit à la mise en examen de notamment plusieurs joueurs de Montpellier pour escroquerie ou complicité d'escroquerie.

### Rachat par QSI (depuis 2012)
Le 4 juin 2012, le Qatar Investment Authority devient le nouveau propriétaire pour 100 % du Paris Handball et renomme le club Paris Saint-Germain Handball,,. Le 11 juin 2012, l'ancien international français Philippe Gardent quitte le club de Chambéry et s'engage pour deux années avec le club francilien et devient donc le nouvel entraîneur du club de la capitale. À la suite du recrutement de joueurs internationaux, dont trois champions olympiques 2012, les Français Didier Dinart, Luc Abalo, et Samuel Honrubia, ainsi que du meilleur joueur du monde 2011, vainqueur de l'euro 2012 et meilleur marqueur de la ligue des champions 2011-2012, le danois Mikkel Hansen, le Paris Saint-Germain Handball aborde la saison 2012-2013 avec pour objectif le titre de champion, ou au moins la qualification en Ligue des Champions.
Dès la 3e journée, le club parisien s'empare de la première place du championnat à la suite d'une éclatante victoire contre Montpellier (38-24), où les stars parisiennes ont brillé, en particulier Mikkel Hansen (11 buts) et Marko Kopljar (10 buts). Un match qui s'est joué sur fond de scandale car plusieurs joueurs montpelliérains seraient impliqués dans une affaire de paris suspects, et sont avec des membres de leur entourage soupçonnés d'avoir empoché des gains, après avoir parié sur une défaite de Montpellier lors de la saison précédente. À la suite de cette affaire de paris truqués, le PSG Handball décide de suspendre Samuel Honrubia et Mladen Bojinović, tous deux mis en examen, pendant au moins les deux prochains matches. Ce qui n'empêche pas le club parisien d'impressionner de nouveau, le 4 octobre 2012, en battant à l'extérieur Saint-Raphaël sur le score de 35 à 29 après avoir notamment mené de 12 points à la mi-temps. Le club reste en tête du championnat avec 4 victoires sur 4 matches disputés. La saison continue pour le mieux pour le club parisien qui, après 10 journées de championnat, enregistre 10 victoires en 10 matchs et remporte deux derbys franciliens consécutifs contre l'US Créteil (9e journée 30-28) et l'US Ivry (10e journée 27-22). Face à ces deux clubs, motivés par l'enjeu régional de faire chuter leur voisin parisien, le PSG n'a pas brillé outre-mesure, mais a livré des prestations solides pour rester invaincu. À ce stade du championnat, le club détenu par le Qatar Investment Authority possède 5 points d'avance sur son premier poursuivant, le Chambéry Savoie Handball. Seule ombre sur le tableau de l'excellent début de saison du club, sa défaite d'octobre, à domicile, face au HBC Nantes (37-35 après prolongations) en quart de finale de la Coupe de la Ligue. Le 13 décembre 2012, c'est contre ce même club qu'est dévoilé le nouveau maillot de ses joueurs, où figure pour la première fois un de leurs nouveaux sponsors, GFI Informatique. La première défaite en championnat du PSG a quant à elle lieu le 14 mars 2013, toujours contre le HBC Nantes qui signe là leur deuxième victoire de la saison contre le club. Le 27 avril 2013, c'est la consécration pour le PSG Handball dont la victoire sur Cesson (27-32) lui octroie le premier titre de champion de France de son histoire, ses 9 points d'avance à quatre journées de la fin les plaçant hors d'atteinte du deuxième du moment, le quintuple tenant du titre, Montpellier AHB. Cependant, le 25 mai 2013, le club de la capitale tombe de son piédestal puisque le Montpellier AHB prive le PSG du doublé en s'imposant 35-28 en finale de la Coupe de France de Handball, à Paris-Bercy. Enfin, le 6 juin, le Paris Saint-Germain terminera sa saison, au Stade Pierre-de-Coubertin, par une victoire contre Tremblay (36-34) : Didier Dinart, prenant sa retraite et terminant donc sa dernière saison dans le club de la capitale, sera à l'honneur ce soir-là. Les échecs en Coupe de la Ligue et en finale de la Coupe de France terniront un bilan au demeurant quasi parfait en championnat (un seul nul et une seule défaite concédés pour vingt-six matches joués), avec le titre et la qualification pour la prochaine Ligue des champions : la première saison de l’ère QSI pour le handball prend ainsi fin avec un titre national.

Lors de la saison 2013-2014, le club remporte la Coupe de France mais doit laisser le titre de champion de France à Dunkerque.

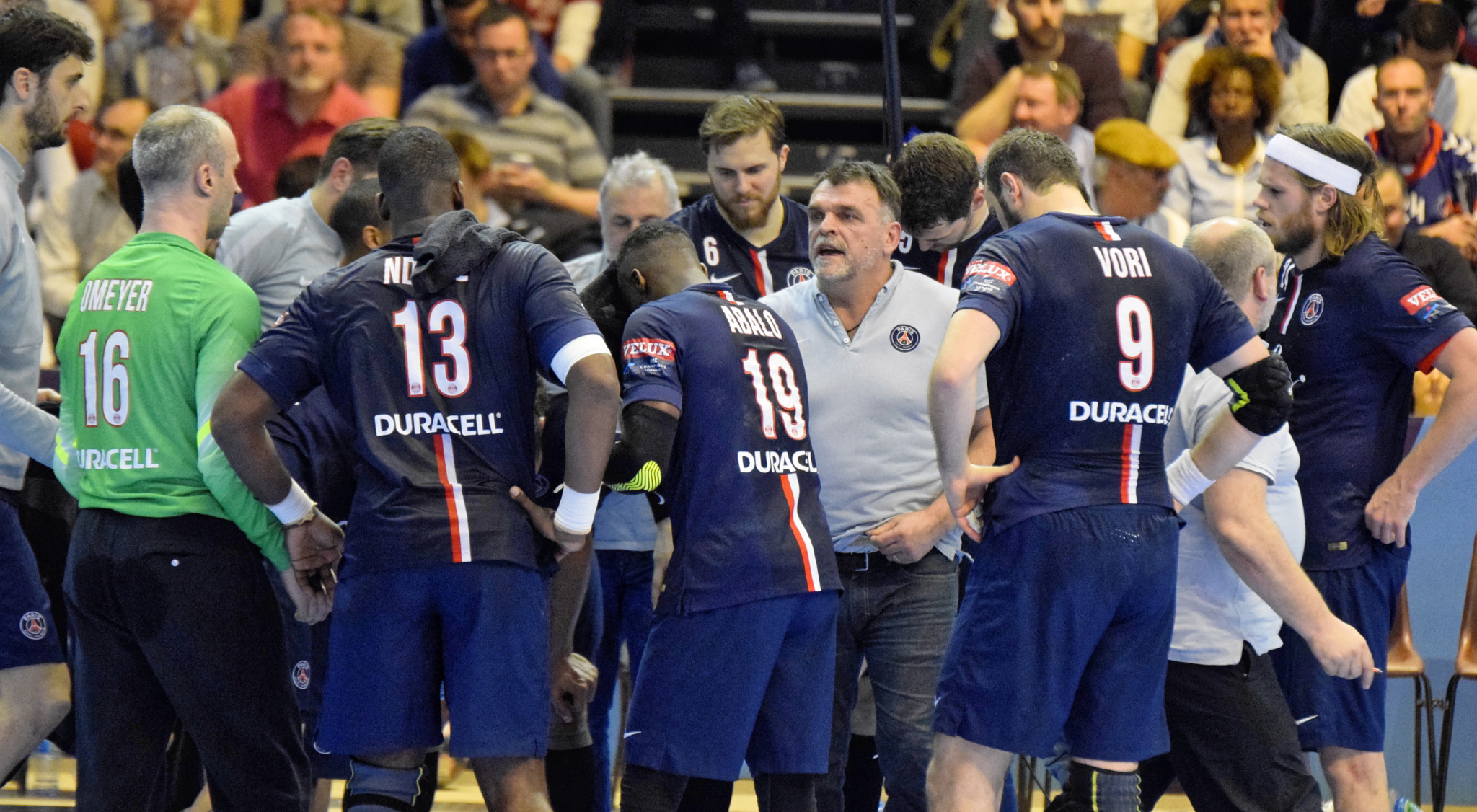
Philippe Gardent donne les consignes à ses joueurs lors d'un temps-mort, le 12 avril 2015.

Le club remporte son premier Trophée des champions en 2014. Mais il est sorti dès les quarts de finale de la coupe de la Ligue par le HBC Nantes. L'équipe défend son titre en coupe de France qu'il conserve. Qualifié pour la Ligue des champions via une demande auprès de l'EHF, Paris échoue aux portes du Final Four après une nouvelle élimination en quart de finale encore face aux hongrois du Veszprém KSE. Le championnat de France est intense et le suspense dure jusqu'au dernier match de la saison,. Le PSG le remporte pour la deuxième fois et se qualifie d'office pour la Ligue des champions.

Le club conserve le Trophée des champions en début de saison puis est champion de France. Il participe aussi à son premier final four de la ligue des champions. Éliminé en demi-finale, il remportera la petite finale pour terminer 3e de la compétition.
À l'intersaison précédent la saison 2016-2017, le championnat de France abandonne le nom de division 1 pour devenir la Lidl Starligue et signe pour la première fois de son histoire un contrat de naming.
Le 14 avril 2020, en conséquence de la pandémie de Covid-19, la LNH décide de l'arrêt du championnat après que 18 des 26 journées ont été disputées. Ainsi, le Paris Saint-Germain remporte son septième titre de Champion de France, le sixième consécutif (nouveau record).
En championnat national, le Paris Saint-Germain Handball termine sa première partie de saison invaincu : 13 succès en autant de rencontres. En EHF Champions League, les Rouge & Bleu s’inclinent à trois reprises : face à Veszprém, Barcelone puis Kielce, terminant second du groupe B avant la trêve internationale. En avril 2022, lors de la 23ème journée de Liqui Moly Starligue, le Paris Saint-Germain Handball réalise le meilleur début de saison de l’histoire du championnat de France. Les Rouge et Bleu ont remporté les 23 premiers matches de leur saison de Starligue. Luka Karabatic et ses coéquipiers améliorent leur propre record, établi la saison dernière, qui était alors de 22 victoires en autant de matches de championnat.
Lors de la saison 2021-2022, le Paris Saint-Germain Handball réussit une prouesse historique en terminant le championnat invaincu, avec 30 victoires et 60 points au classement de la Liqui Moly Starligue ; aucun club n'a réalisé cette performance auparavant.

## Structures du club

### Identité et image

Logo du Paris Handball
PSG Handball

### Finances
Depuis le rachat du club par les Qataris en 2012, le budget du club n'a cessé de croître jusqu'en 2017. Il a augmenté si fortement que le PSG est devenu le club avec le plus gros budget d'Europe, loin devant des clubs champions d'Europe comme Kiel (9,5 millions).
| Saison    | Budget       | Réf.   |
| --------- | ------------ | ------ |
| 2012-2013 | 9 223 780 €  | [ 31 ] |
| 2013-2014 | 13 580 000 € | [ 32 ] |
| 2014-2015 | 14 760 000 € | [ 33 ] |
| 2015-2016 | 16 550 000 € | [ 34 ] |
| 2016-2017 | 18 451 181 € | [ 35 ] |
| 2017-2018 | 16 780 972 € | [ 36 ] |
| 2018-2019 | 17 059 204 € | [ 37 ] |
| 2019-2020 | 17 450 000 € |        |
| 2020-2021 | 18 860 000 € |        |
| 2021-2022 | 17 800 000 € |        |
| 2022-2023 | 16 365 000 € |        |
| 2023-2024 | 16 425 576 € | [ 38 ] |
| 2024-2025 | 17 430 437 € | [ 39 ] |

### Salles

#### Coubertin

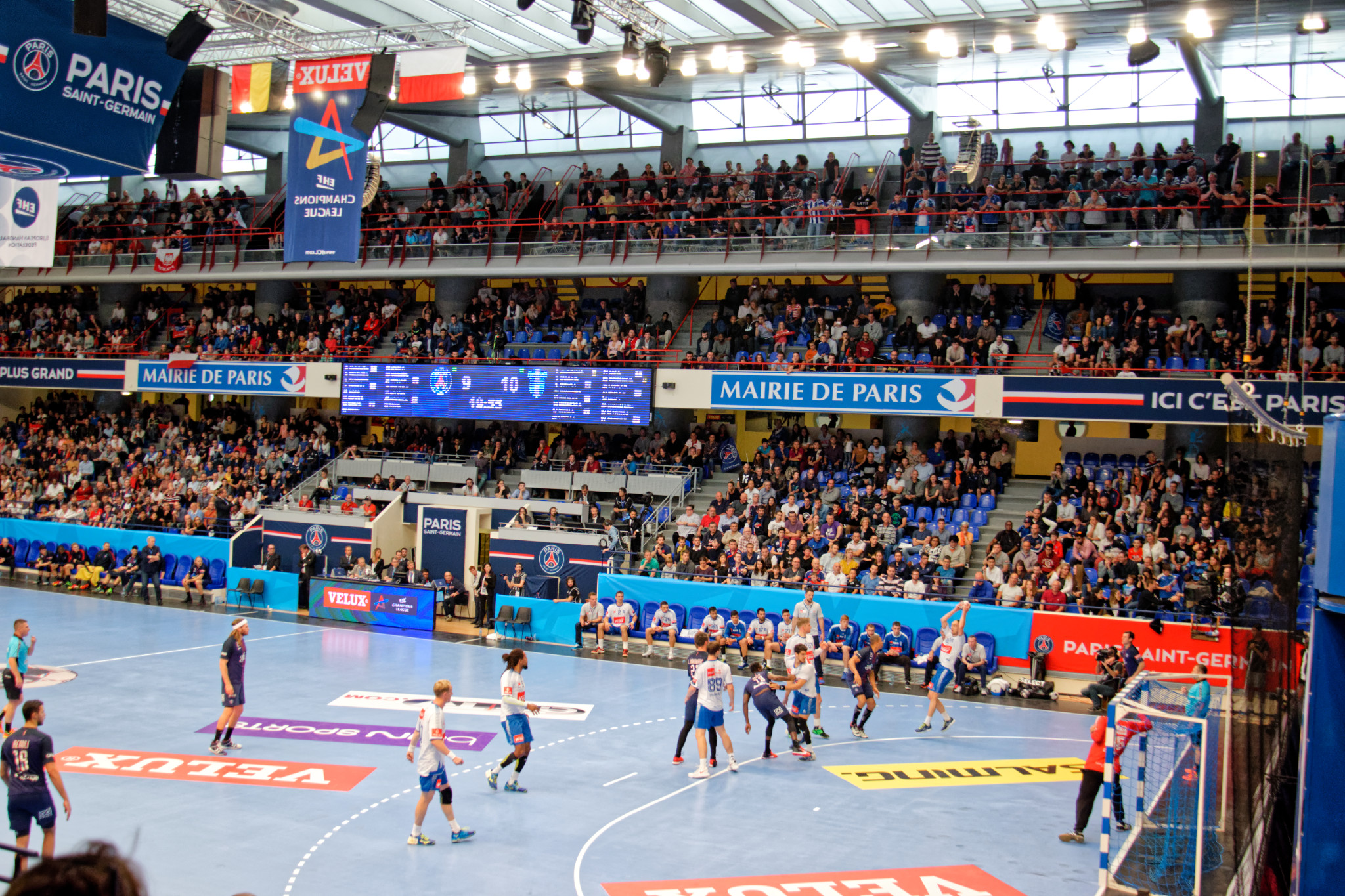
Coubertin en 2016.

Le Stade Pierre-de-Coubertin, enceinte historique du paysage sportif francilien (inauguré en 1937) est doté d'une capacité de 4 016 places. Cette salle accueille l'ensemble des rencontres du Paris Saint-Germain Handball. Il est situé dans le 16e arrondissement de Paris, à quelques centaines de mètres du Parc des Princes. Le club en a fait son centre d'entraînement et a personnalisé les vestiaires et l'intérieur du stade aux couleurs du club.
Des travaux d'aménagement ont été menés au cours de l'été 2016 afin de permettre au PSG Handball d’accueillir des matches de Ligue des champions dans de meilleures conditions, après avoir entrepris des travaux de personnalisation de la salle (pose de sièges rouges et bleus à l'image de ce que l'on peut retrouver au Parc des Princes).

#### Halle Georges-Carpentier
Construite en 1960, la Halle Georges-Carpentier est rénovée en 1988 et inaugurée le 17 décembre 1988. Son nom lui est donné en hommage au boxeur Georges Carpentier (1894-1975).
De nombreux évènements y sont organisés, en particulier des combats de boxe ou des compétitions de badminton, tennis de table, volley-ball, handball, etc. Les matchs à domicile du PSG Handball en ligue des champions 2013 s'y déroulent.

### Centre d'entraînement
A l'horizon 2026, les équipes professionnelles de handball et de Judo s'installeront sur les terrasses de Poncy dans la ville de Poissy (Yvelines) au sein du Campus Paris Saint-Germain. Un centre de la performance y est installé et regroupera le centre de formation et de préformation des équipes masculines et féminines de football, de handball et des judokas. L'enveloppe budgétaire du club pour réaliser ce projet est évalué à 300 millions d'euros.

### Association Paris Saint-Germain Handball
Responsable du secteur amateur masculin du club, l’association Paris Saint-Germain Handball assure également la gestion de l’ensemble des activités liées aux équipes féminines et jeunes.
L’association, qui compte en 2022 plus de 700 licenciés et 39 équipes inscrites en compétition, a suivi une ascension remarquable depuis sa création en 1996. Encadrés par les 17 entraineurs salariés diplômés, la pratique du handball sous les couleurs Rouge et Bleu s’étend désormais sur toute la ville de Paris, au sein des 10 gymnases loués à la Mairie.
L’association Paris Saint-Germain Handball s’est hissée au rang de club numéro 1 en Ile-de-France, mais figure également parmi le top 3 à l’échelle nationale.
Au-delà de la pratique du handball, le club met en place une série d’actions solidaires et citoyennes, en dehors des terrains, pour offrir à ses membres une véritable aventure humaine et éducative.

## Résultats sportifs

### Palmarès
Le club possède à son palmarès douze titres de Champion de France acquis en 2013 et de 2015 à 2025, six Coupes de France remportées en 2007, 2014, 2015, 2018, 2021 et 2022, trois Coupes de la Ligue consécutives de 2017 à 2019 ainsi que cinq Trophées des champions en 2014, 2015, 2016, 2019, 2023. Vice-champion de France en 1996, 2005 et 2014, il dispute également sept autres finales, toutes perdues face à Montpellier : les coupes de France 2001, 2008, 2013 et 2016 et les coupes de la Ligue en 2005, 2006 et 2016.
| Compétitions nationales | Compétitions internationales |
| - Championnat de France (12) - Champion : 2013, 2015, 2016, 2017, 2018, 2019, 2020, 2021, 2022, 2023, 2024 et 2025 - Vice-champion : 1996, 2005 et 2014 - Coupe de France (6) - Vainqueur : 2007, 2014, 2015, 2018, 2021 et 2022 - Finaliste : 2001, 2008, 2013, 2016, 2024 et 2025 - Coupe de la Ligue (3) - Vainqueur : 2017, 2018 et 2019 - Finaliste : 2005, 2006 et 2016 - Trophée des Champions (5) - Vainqueur : 2014, 2015, 2016 et 2019 et 2023 - Finaliste : 2017, 2022 et 2024 - Championnat de France de D2 (2) - Champion : 1990 et 2010 - Vice-champion : 1986 | - Ligue des champions (C1) - Finaliste : 2017 - Troisième : 2016, 2018, 2020 et 2021 - Coupe des Villes (C4) - Demi-finaliste : 1994 - Coupe du monde des clubs - Finaliste : 2016 |

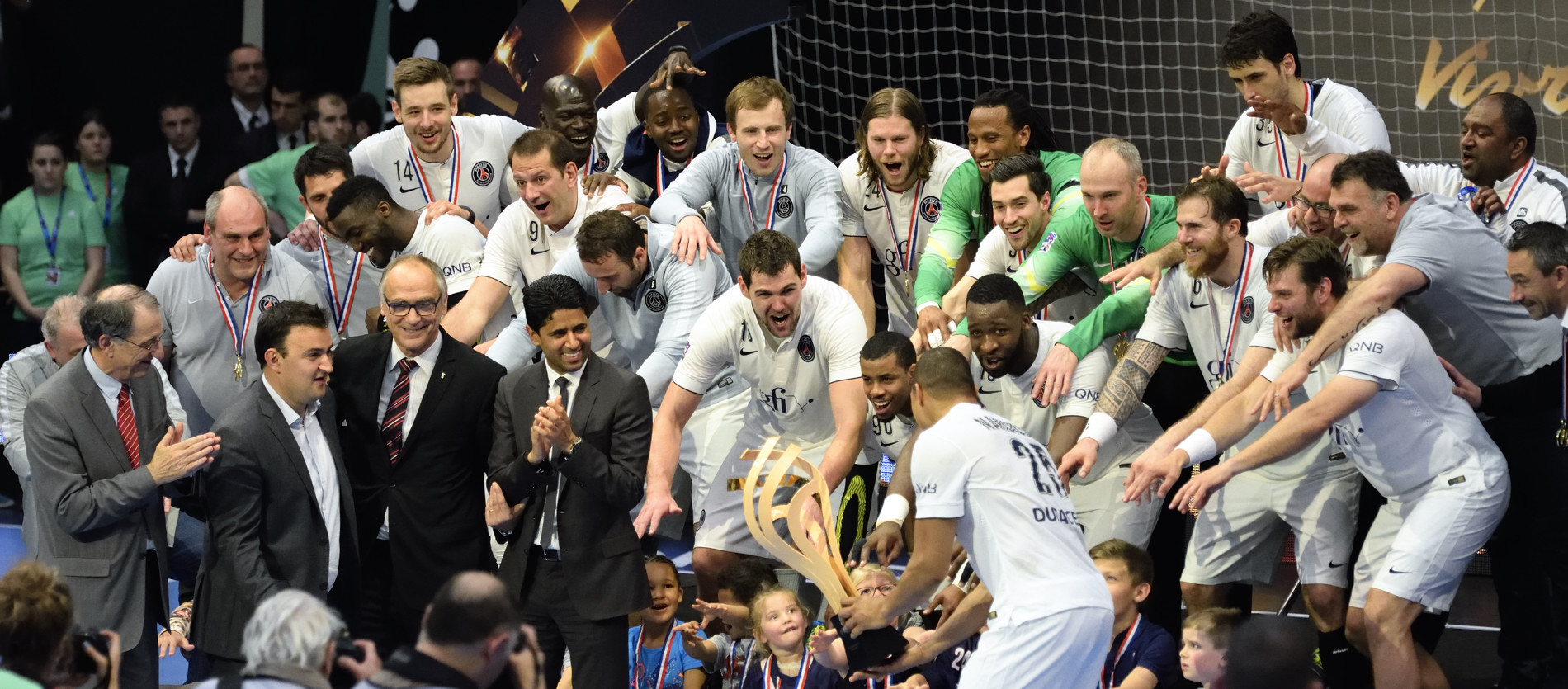
Le PSG célèbre sa victoire en Coupe de France 2014-2015.
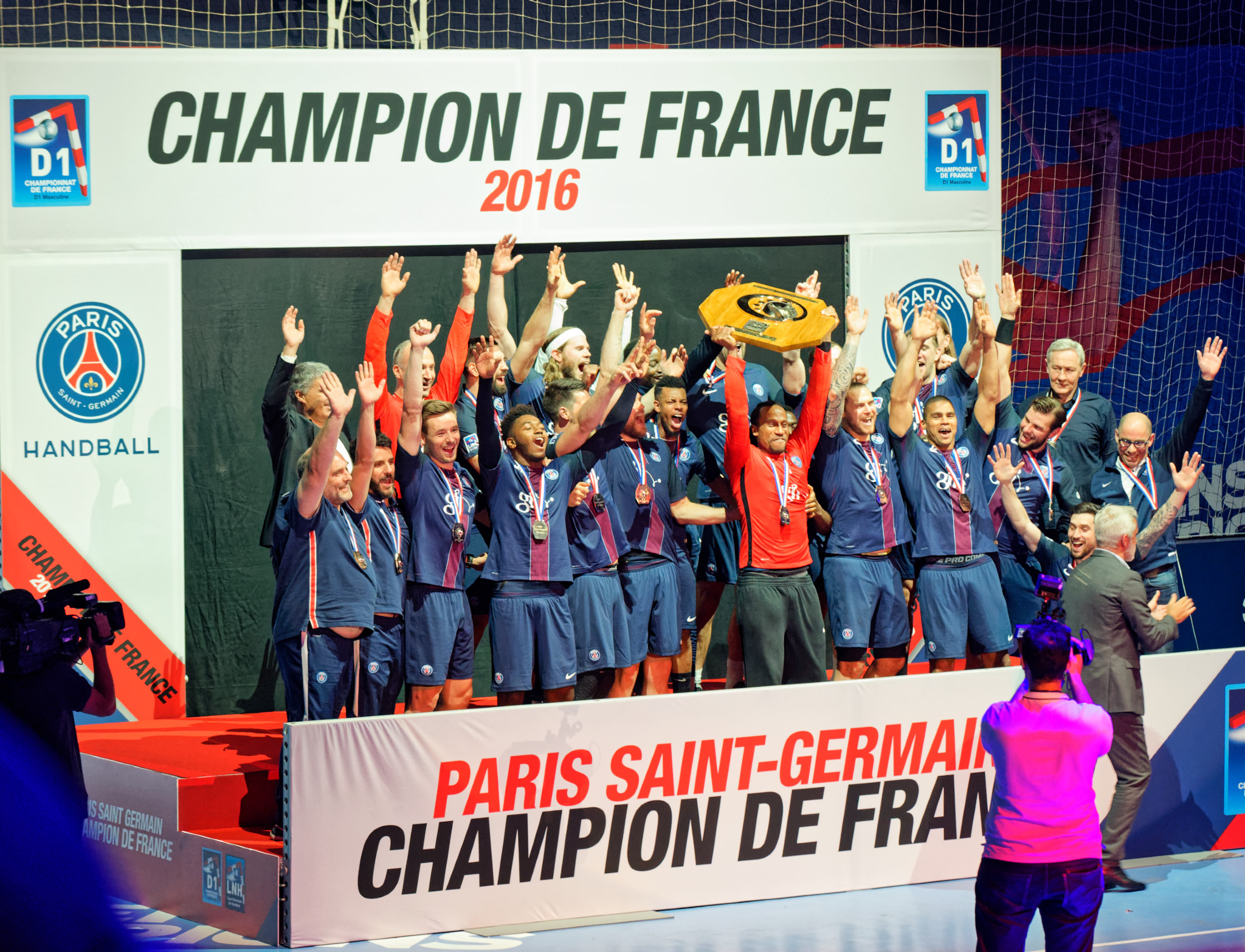
Le PSG est Champion de France 2015-2016.
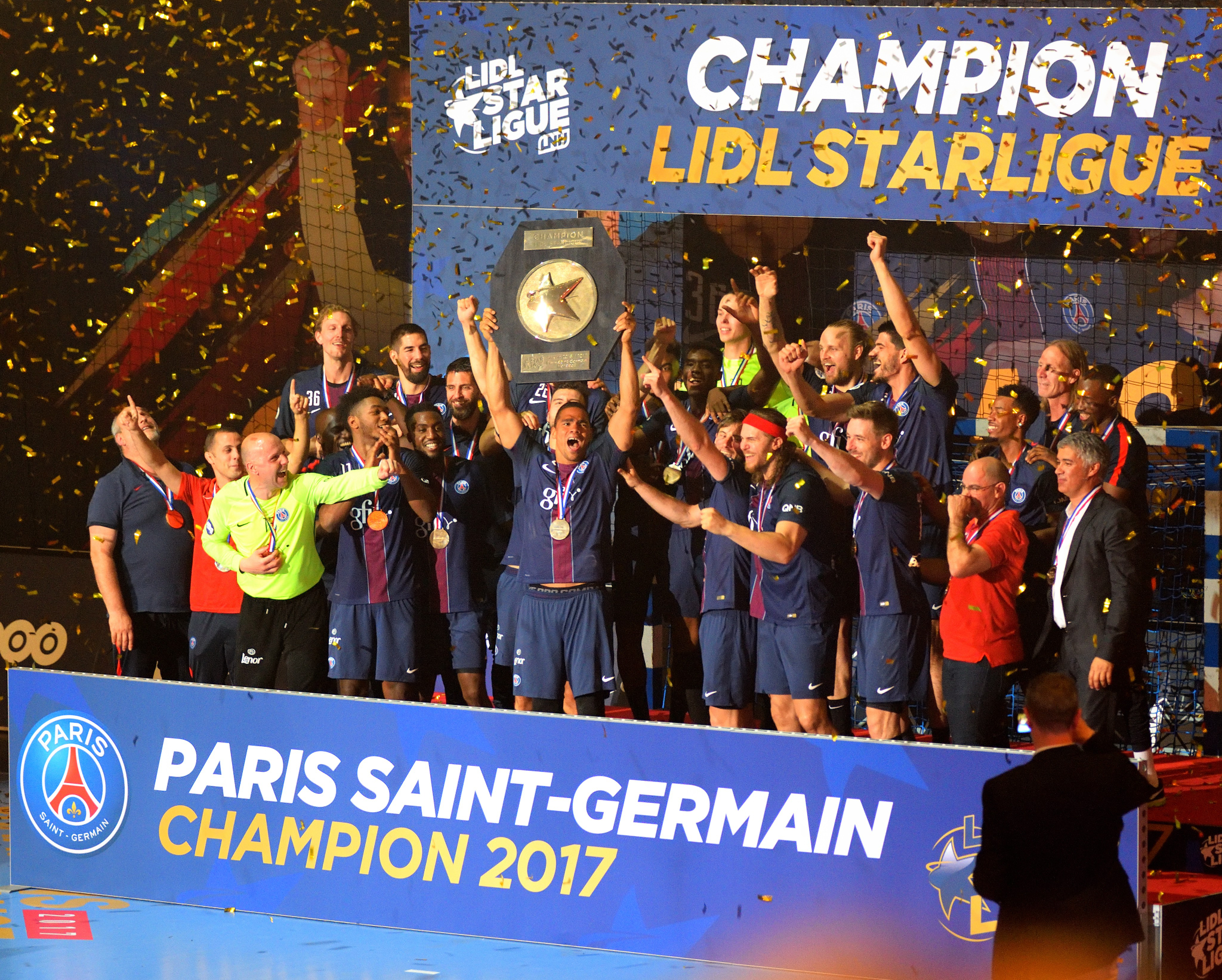
Le PSG est Champion de France 2016-2017.
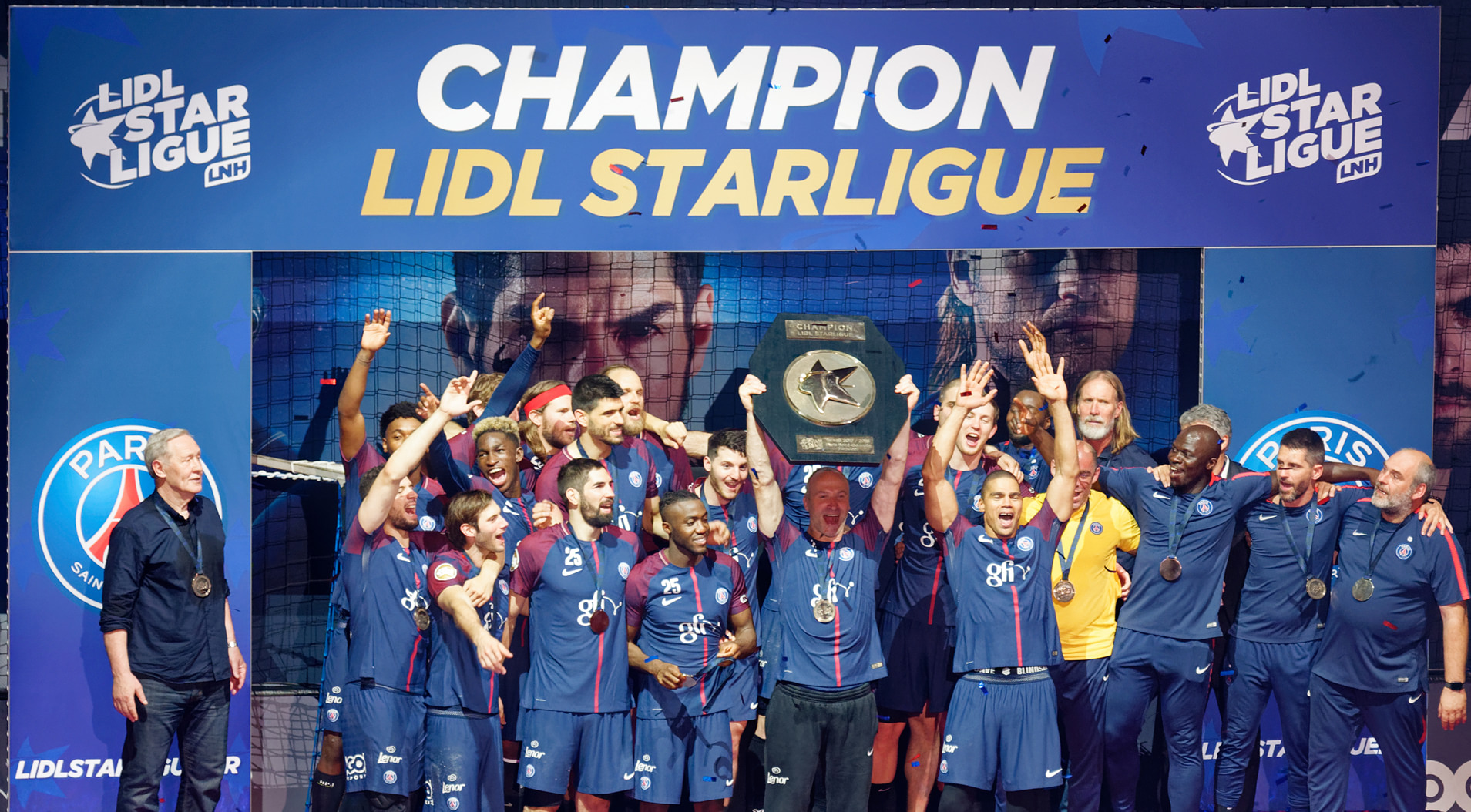
Le PSG est Champion de France 2017-2018.

### Bilan saison par saison
| Saison                                     | Compétitions nationales | Compétitions nationales | Compétitions nationales | Compétitions nationales | Compétitions nationales | Compétitions internationales | Compétitions internationales |
| Saison                                     | Div.                    | Rang                    | Coupe de France         | Coupe de la Ligue       | Trophée des Champions   | Coupes d'Europe              | Coupe du monde               |
| ------------------------------------------ | ----------------------- | ----------------------- | ----------------------- | ----------------------- | ----------------------- | ---------------------------- | ---------------------------- |
| Asnières Sports (1941-1987)                |                         |                         |                         |                         |                         |                              |                              |
| 1980-1981                                  | Div. 2                  | 5e Poule D              | Pas de compétition      | Pas de compétition      | Pas de compétition      | N.Q.                         | Pas de compétition           |
| 1981-1982                                  | Div. 2                  | 3e Poule C              | Pas de compétition      | Pas de compétition      | Pas de compétition      | N.Q.                         | Pas de compétition           |
| 1982-1983                                  | Div. 2                  | 3e Poule D              | Pas de compétition      | Pas de compétition      | Pas de compétition      | N.Q.                         | Pas de compétition           |
| 1983-1984                                  | Div. 2                  | 1/2 finaliste           | Pas de compétition      | Pas de compétition      | Pas de compétition      | N.Q.                         | Pas de compétition           |
| 1984-1985                                  | Div. 2                  | 7e Poule 1              | 1er tour                | Pas de compétition      | Pas de compétition      | N.Q.                         | Pas de compétition           |
| 1985-1986                                  | Div. 2                  | Finaliste               | 1er tour                | Pas de compétition      | Pas de compétition      | N.Q.                         | Pas de compétition           |
| 1986-1987                                  | Div. 1                  | 9e                      | 1/16 de finale          | Pas de compétition      | Pas de compétition      | N.Q.                         | Pas de compétition           |
| Paris-Racing-Asnières (1987-1989)          |                         |                         |                         |                         |                         |                              |                              |
| 1987-1988                                  | Div. 1                  | 7e                      | Pas de compétition      | Pas de compétition      | Pas de compétition      | N.Q.                         | Pas de compétition           |
| 1988-1989                                  | Div. 1                  | 11e                     | N.Q.                    | Pas de compétition      | Pas de compétition      | N.Q.                         | Pas de compétition           |
| Paris-Asnières (1989-1992)                 |                         |                         |                         |                         |                         |                              |                              |
| 1989-1990                                  | Div. 2                  | 1er                     | N.Q.                    | Pas de compétition      | Pas de compétition      | N.Q.                         | Pas de compétition           |
| 1990-1991                                  | Div. 1                  | 6e                      | ??                      | Pas de compétition      | Pas de compétition      | N.Q.                         | Pas de compétition           |
| 1991-1992                                  | Div. 1                  | 6e                      | 1/2 finale              | Pas de compétition      | Pas de compétition      | N.Q.                         | Pas de compétition           |
| PSG-Asnières (1992-2002)                   |                         |                         |                         |                         |                         |                              |                              |
| 1992-1993                                  | Div. 1                  | 6e                      | 1/4 de finale           | Pas de compétition      | Pas de compétition      | N.Q.                         | Pas de compétition           |
| 1993-1994                                  | Div. 1                  | 5e                      | 1/8 de finale           | Pas de compétition      | Pas de compétition      | C4 - 1/2 finale              | Pas de compétition           |
| 1994-1995                                  | Div. 1                  | 4e                      | 1/2 finale              | Pas de compétition      | Pas de compétition      | N.Q.                         | Pas de compétition           |
| 1995-1996                                  | Div. 1                  | 2e                      | 1/4 de finale           | Pas de compétition      | Pas de compétition      | C4 - 1/8 de finale           | Pas de compétition           |
| 1996-1997                                  | Div. 1                  | 4e                      | 1/4 de finale           | Pas de compétition      | Pas de compétition      | C1 - poules                  | Pas de compétition           |
| 1997-1998                                  | Div. 1                  | 8e                      | 1/2 finale              | Pas de compétition      | Pas de compétition      | C4 - 1/8 de finale           | N.Q.                         |
| 1998-1999                                  | Div. 1                  | 6e                      | 1/2 finale              | Pas de compétition      | Pas de compétition      | N.Q.                         | Pas de compétition           |
| 1999-2000                                  | Div. 1                  | 4e                      | 1/2 finale              | Pas de compétition      | Pas de compétition      | N.Q.                         | Pas de compétition           |
| 2000-2001                                  | Div. 1                  | 4e                      | Finaliste               | Pas de compétition      | Pas de compétition      | N.Q.                         | Pas de compétition           |
| 2001-2002                                  | Div. 1                  | 5e                      | 1/4 de finale           | 1/4 de finale           | Pas de compétition      | C4 - 4e tour                 | Pas de compétition           |
| Paris Handball (2002-2012)                 |                         |                         |                         |                         |                         |                              |                              |
| 2002-2003                                  | Div. 1                  | 4e                      | 1/4 de finale           | 1/4 de finale           | Pas de compétition      | C4 - 2e tour                 | N.Q.                         |
| 2003-2004                                  | Div. 1                  | 4e                      | Pas de compétition      | 1/4 de finale           | Pas de compétition      | C3 - 1/8 de finale           | Pas de compétition           |
| 2004-2005                                  | Div. 1                  | 2e                      | 1/2 finale              | Finaliste               | Pas de compétition      | C3 - 3e tour                 | Pas de compétition           |
| 2005-2006                                  | Div. 1                  | 3e                      | 1/4 de finale           | Finaliste               | Pas de compétition      | C1 - 1/8 de finale           | Pas de compétition           |
| 2006-2007                                  | Div. 1                  | 7e                      | Vainqueur               | 1/4 de finale           | Pas de compétition      | C3 - 1/4 de finale           | Pas de compétition           |
| 2007-2008                                  | Div. 1                  | 9e                      | Finaliste               | 1/4 de finale           | Pas de compétition      | C2 - 3e tour                 | N.Q.                         |
| 2008-2009                                  | Div. 1                  | 13e                     | 1/8 de finale           | 1/2 finale              | Pas de compétition      | C2 - 1/8 de finale           | Pas de compétition           |
| 2009-2010                                  | Div. 2                  | 1er                     | 1/2 finale              | N.Q.                    | Pas de compétition      | N.Q.                         | Pas de compétition           |
| 2010-2011                                  | Div. 1                  | 11e                     | 1/16 de finale          | 1/2 finale              | N.Q.                    | N.Q.                         | N.Q.                         |
| 2011-2012                                  | Div. 1                  | 12e                     | 1/4 de finale           | 1/8 de finale           | N.Q.                    | N.Q.                         | N.Q.                         |
| Paris Saint-Germain Handball (depuis 2012) |                         |                         |                         |                         |                         |                              |                              |
| 2012-2013                                  | Div. 1                  | 1er                     | Finaliste               | 1/4 de finale           | N.Q.                    | N.Q.                         | N.Q.                         |
| 2013-2014                                  | Div. 1                  | 2e                      | Vainqueur               | 1/2 finale              | 3e                      | C1 - 1/4 de finale           | N.Q.                         |
| 2014-2015                                  | Div. 1                  | 1er                     | Vainqueur               | 1/4 de finale           | Vainqueur               | C1 - 1/4 de finale           | N.Q.                         |
| 2015-2016                                  | Div. 1                  | 1er                     | Finaliste               | Finaliste               | Vainqueur               | C1 - 3e place                | N.Q.                         |
| 2016-2017                                  | Div. 1                  | 1er                     | 1/8 de finale           | Vainqueur               | Vainqueur               | C1 - Finaliste               | Finaliste                    |
| 2017-2018                                  | Div. 1                  | 1er                     | Vainqueur               | Vainqueur               | Finaliste               | C1 - 3e place                | N.Q.                         |
| 2018-2019                                  | Div. 1                  | 1er                     | 1/4 de finale           | Vainqueur               | 4e                      | C1 - 1/4 de finale           | N.Q.                         |
| 2019-2020                                  | Div. 1                  | 1er                     | Annulée (1/2 finale)    | Annulée (1/2 finale)    | Vainqueur               | C1 - 3e place                | N.Q.                         |
| 2020-2021                                  | Div. 1                  | 1er                     | Vainqueur               | Pas de compétition      | Pas de compétition      | C1 - 3e place                | Pas de compétition           |
| 2021-2022                                  | Div. 1                  | 1er                     | Vainqueur               | 1/2 finale              | Pas de compétition      | C1 - 1/4 de finale           | N.Q.                         |
| 2022-2023                                  | Div. 1                  | 1er                     | 1/2 finale              | Pas de compétition      | Finaliste               | C1 - 4e place                | N.Q.                         |
| 2023-2024                                  | Div. 1                  | 1er                     | Finaliste               | Pas de compétition      | Vainqueur               | C1 - 1/4 de finale           | N.Q.                         |
| 2024-2025                                  | Div. 1                  | 1er                     | Finaliste               | Pas de compétition      | Finaliste               | C1 - 1/8 de finale           | N.Q.                         |

Légende
- Divers : N.Q. : Non Qualifié ;
- Coupes d'Europe : C1 = Ligue des champions ; C2 = Coupe des vainqueurs de coupe ; C3 = Coupe de l'EHF ; C4 = Coupe Challenge/Coupe des Villes.

### Parcours européen
En gras, le score du PSG HB

## Personnalités du club

### Effectif 2025-2026
Note : Est indiqué comme étant en sélection nationale tout joueur ayant participé à au moins un match avec une équipe nationale au cours de cette saison 2024-2025.
Les transferts pour la saison 2025-2026 sont :
| Arrivées - Rodrigo Corrales, gardien de but en provenance de Veszprém KSE | Départs - Jannick Green, gardien de but à destination de HØJ Elite (en) |

### Administratifs

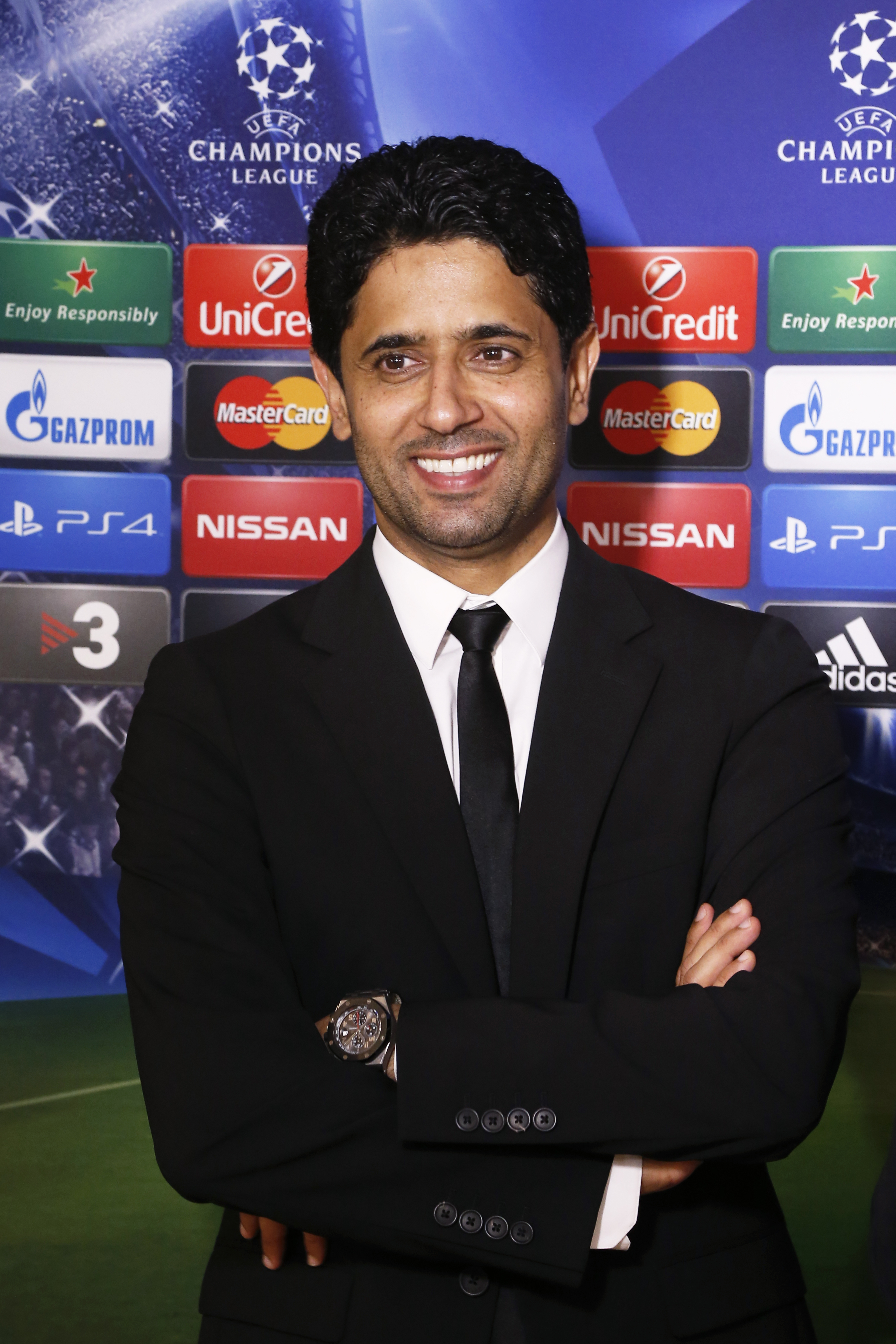
Nasser Al-Khelaïfi, président du club depuis 2012

- Christian Picard : président de 1941 à 1975[50],[51]
- Gérard Picard : président de 1975 à 2003[52]
- Jean-Claude Lemoult : président de 2003 à 2009[53]
- Jean-Paul Onillon : président de 2009 à 2012[54],[55]
  -  Bruno Martini : manager général de 2010 à 2012
- Nasser Al-Khelaïfi : président depuis 2012[56]
  -  Bruno Martini : manager général de 2012 à 2021
  -  Thierry Omeyer : manager général depuis janvier 2021[57]

### Entraîneurs
La liste des entraîneurs du club est :
- inconnu de 1941 à 1984
- Yann Blanchard : de 1984 à 1990[58]
- Patrice Canayer : de 1990[58] à 1994[59]
- Risto Magdinčev : de 1994 à 1997[60],[61]
- Nicolas Cochery : de 1997 à 2000[62]
- / Boro Golić : de 2000 à décembre 2003[63]
- Maxime Spincer : intérim de janvier à juin 2004[64]
- Thierry Anti : de 2004 à 2008[65]
- Olivier Girault : de 2008[65] à février 2011[66]
- Maxime Spincer : intérim de février à juin 2011[67],[68]
- François Berthier : de 2011[69] à 2012
- Philippe Gardent : de 2012[70] à 2015
  -  Thierry Perreux : adjoint de 2012 à 2015
- Zvonimir Serdarušić : de 2015[71] à 2018
  -  Staffan Olsson : adjoint de 2015 à 2018
- Raúl González Gutiérrez : de 2018 à 2025
  -  Jota González (en) : adjoint de 2018 à 2023
  -  Patrice Annonay : adjoint de 2023 à 2025
- Stefan Madsen (en), depuis 2025[72]
  -  Henrik Møllgaard, depuis 2025

Galerie des entraîneurs principaux
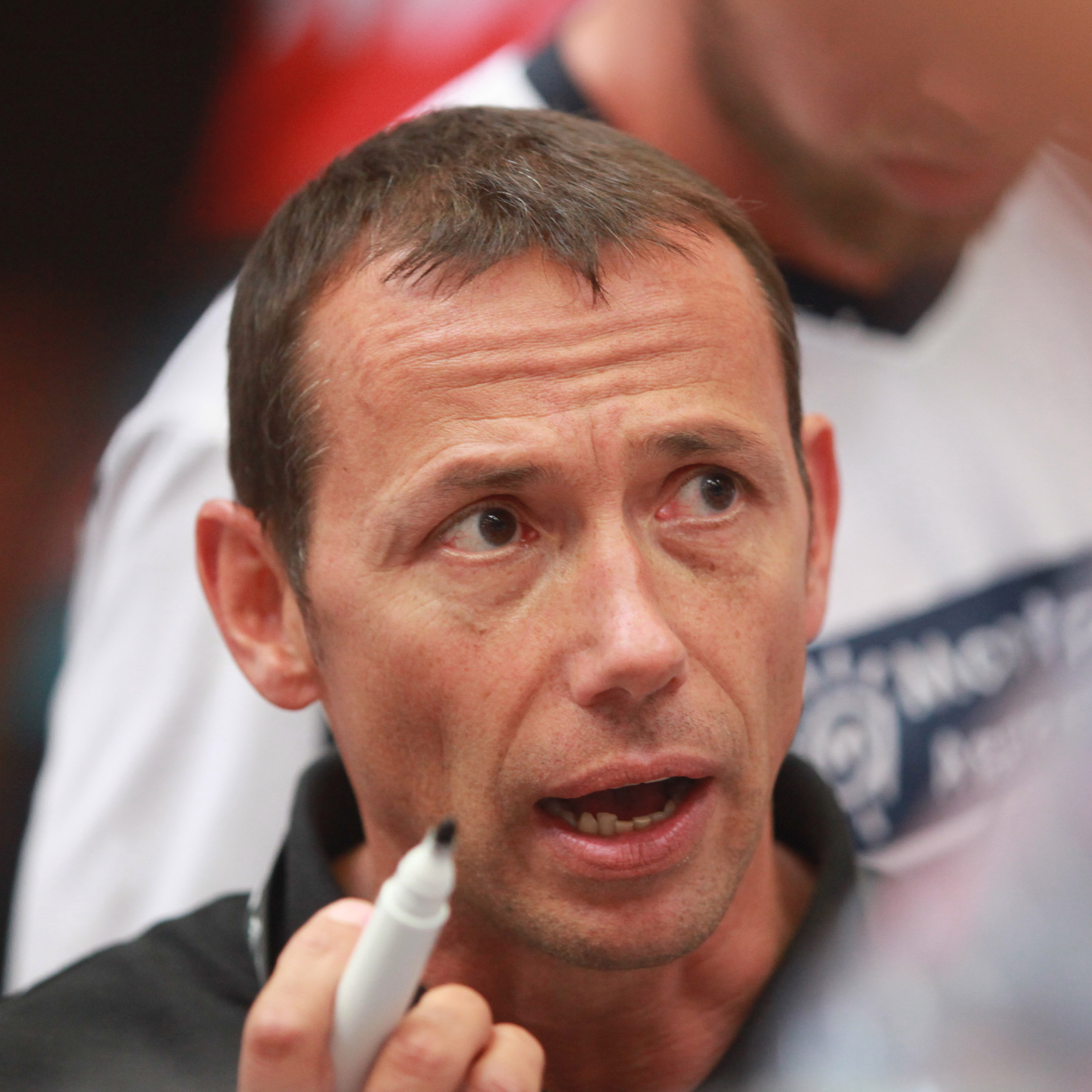
Patrice Canayer, entre 1990 et 1994.
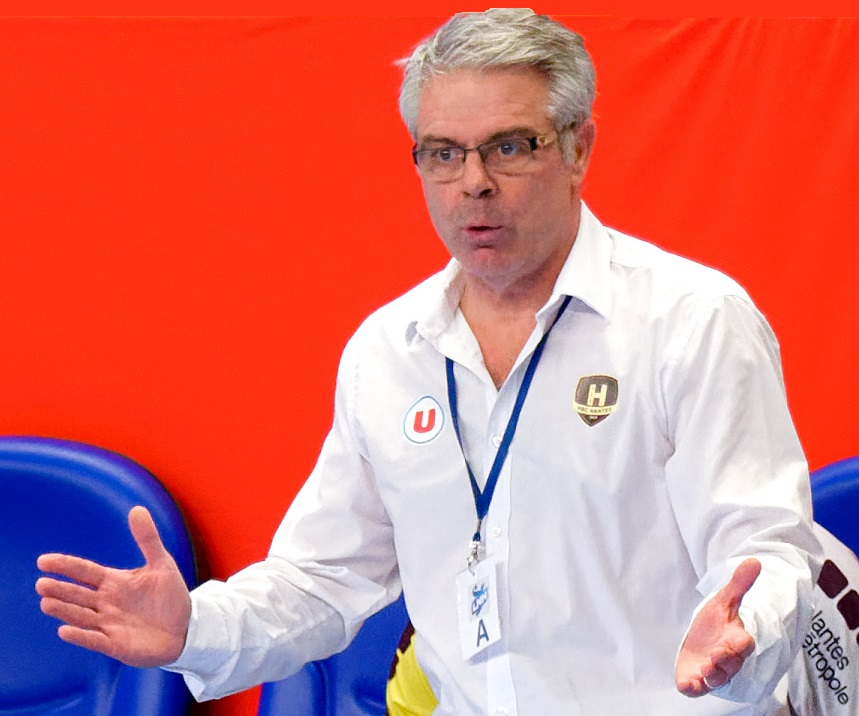
Thierry Anti, entre 2004 et 2008.
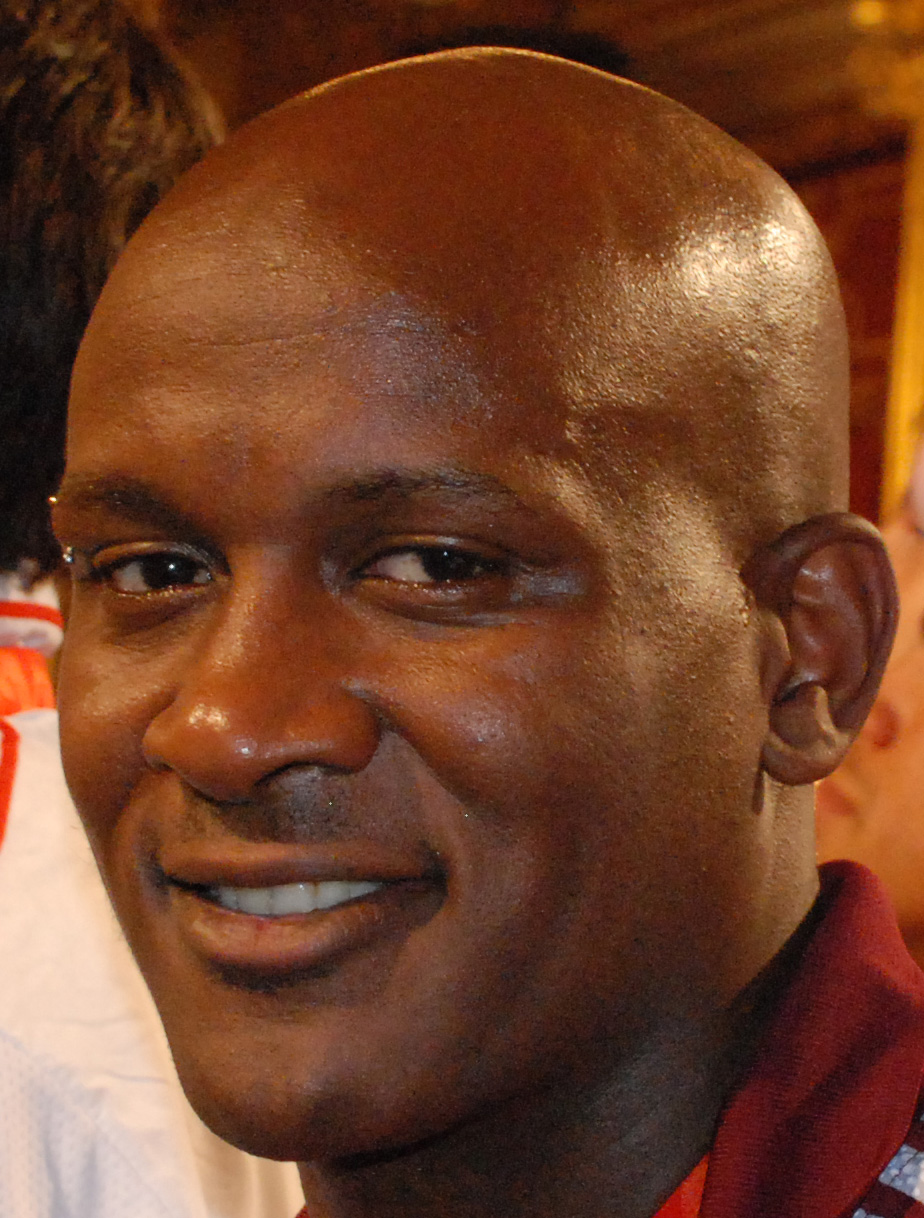
Olivier Girault, entre 2008 et 2011.
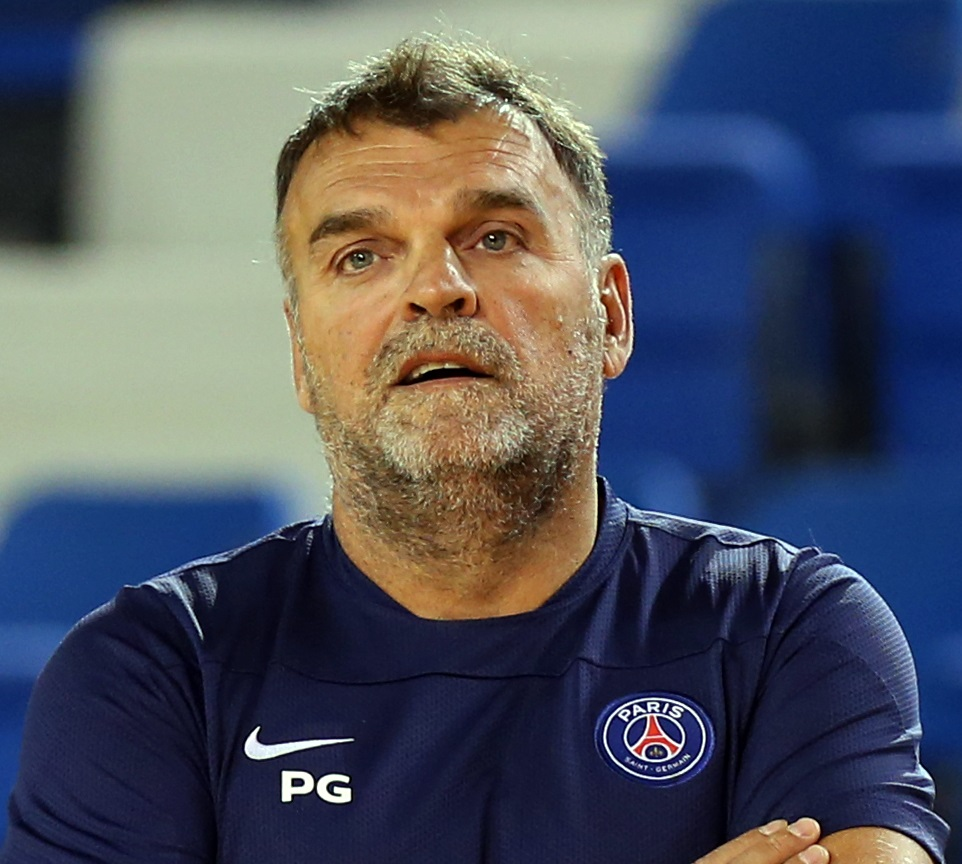
Philippe Gardent, entre 2012 et 2015.
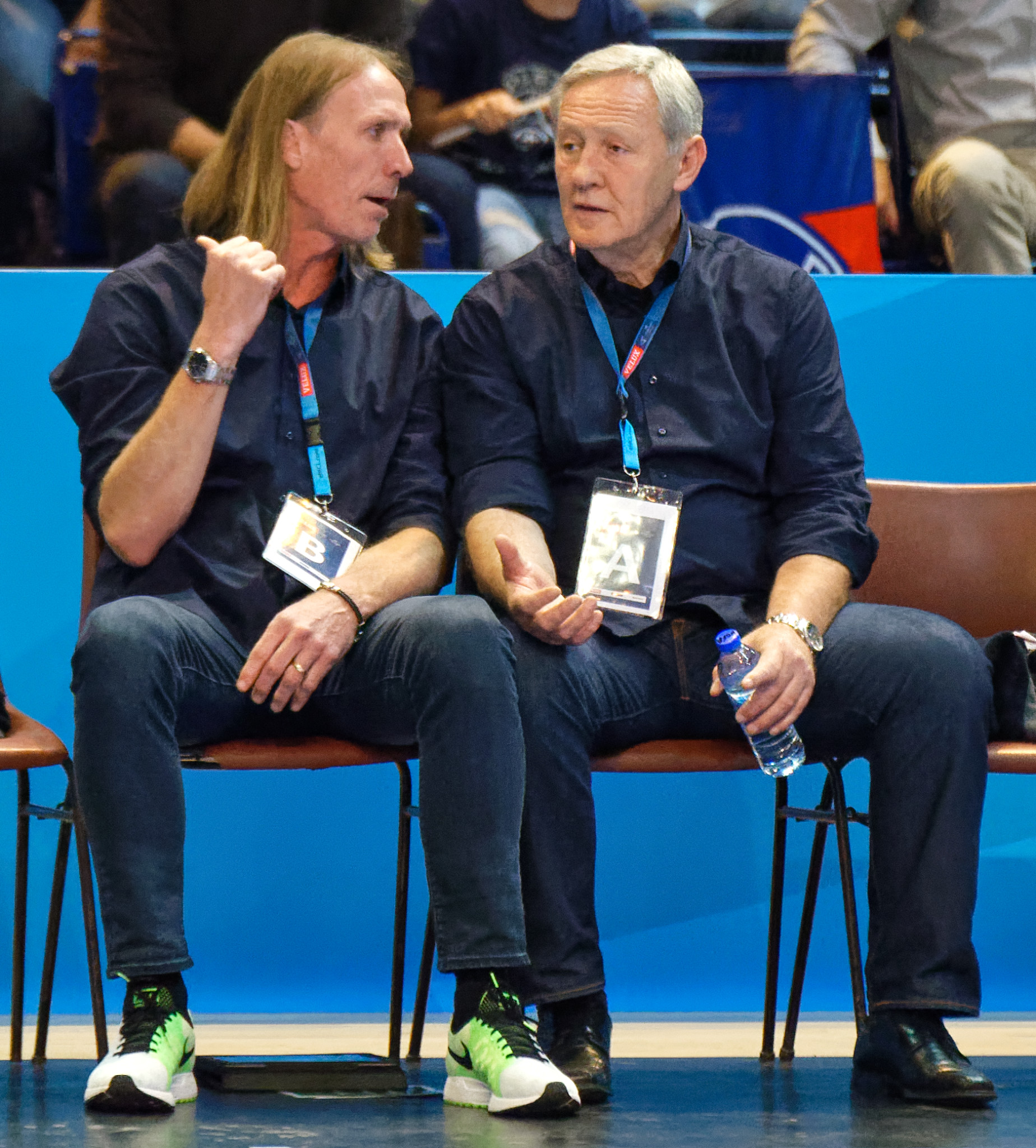
Staffan Olsson et Zvonimir Serdarušić, de 2015 à 2018.
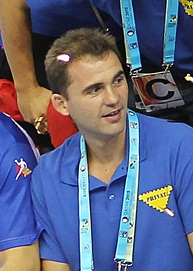
Raúl González, entre 2018 et 2025
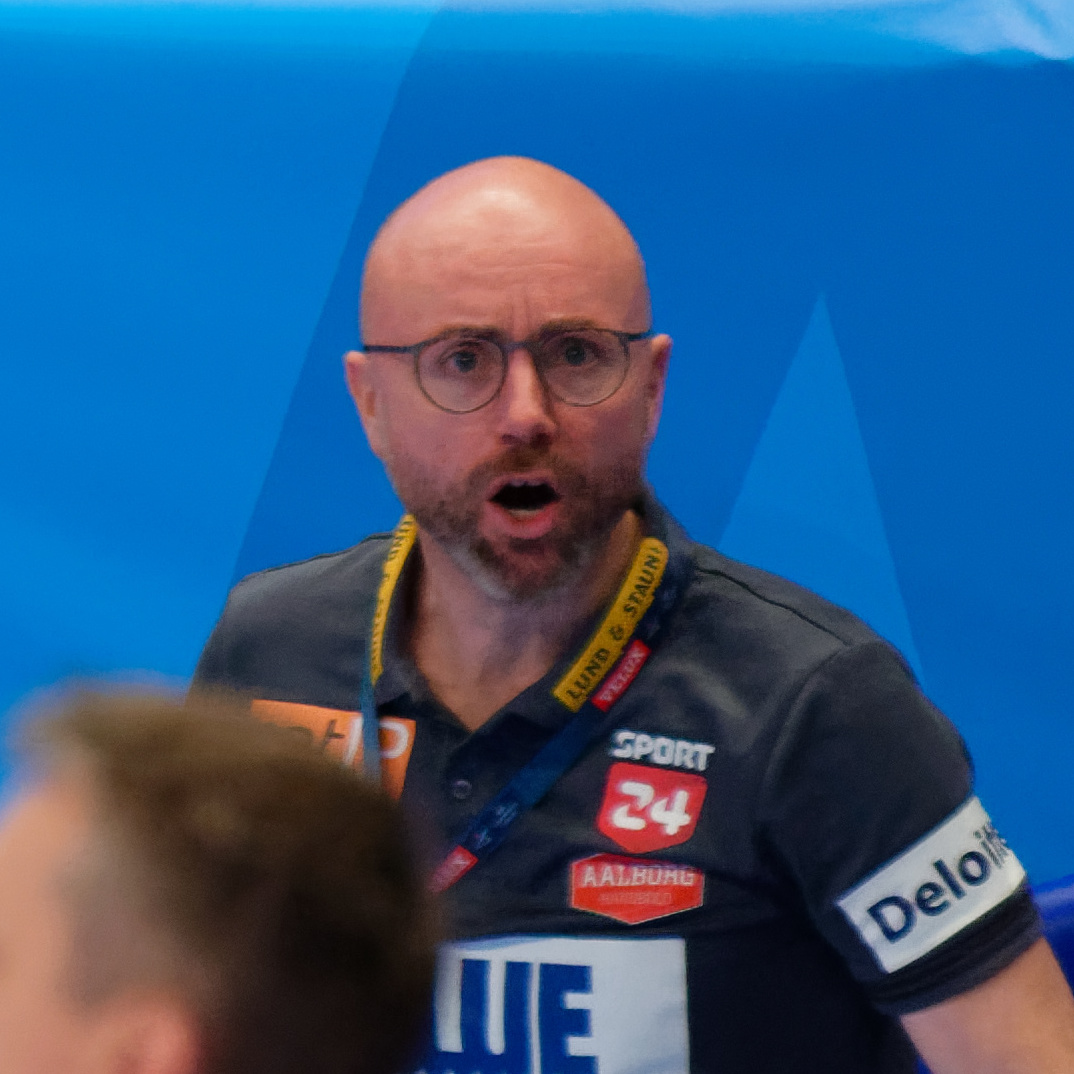
Stefan Madsen (en), depuis 2025

### Joueurs remarquables

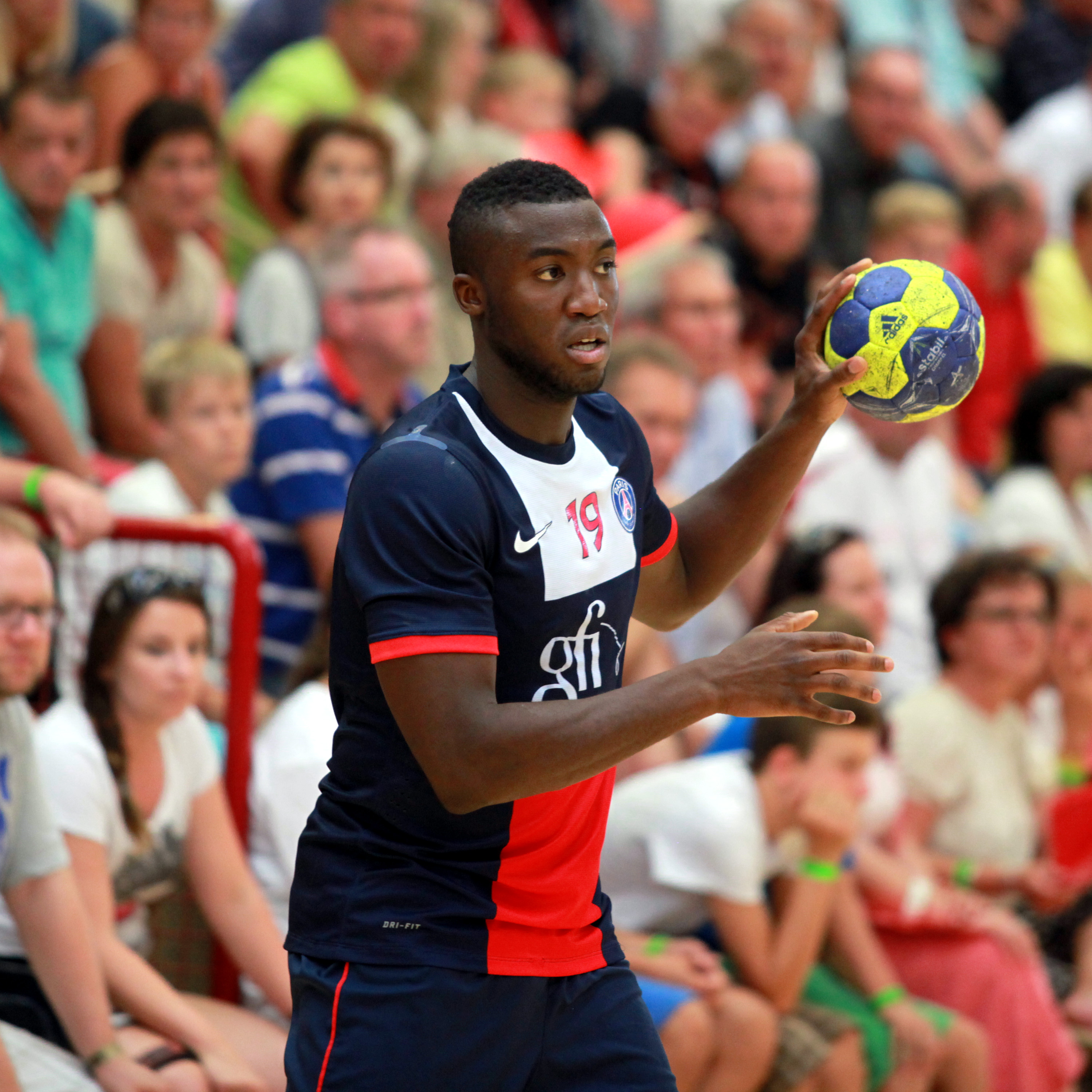
Luc Abalo, une des premières stars recrutée par QSI.

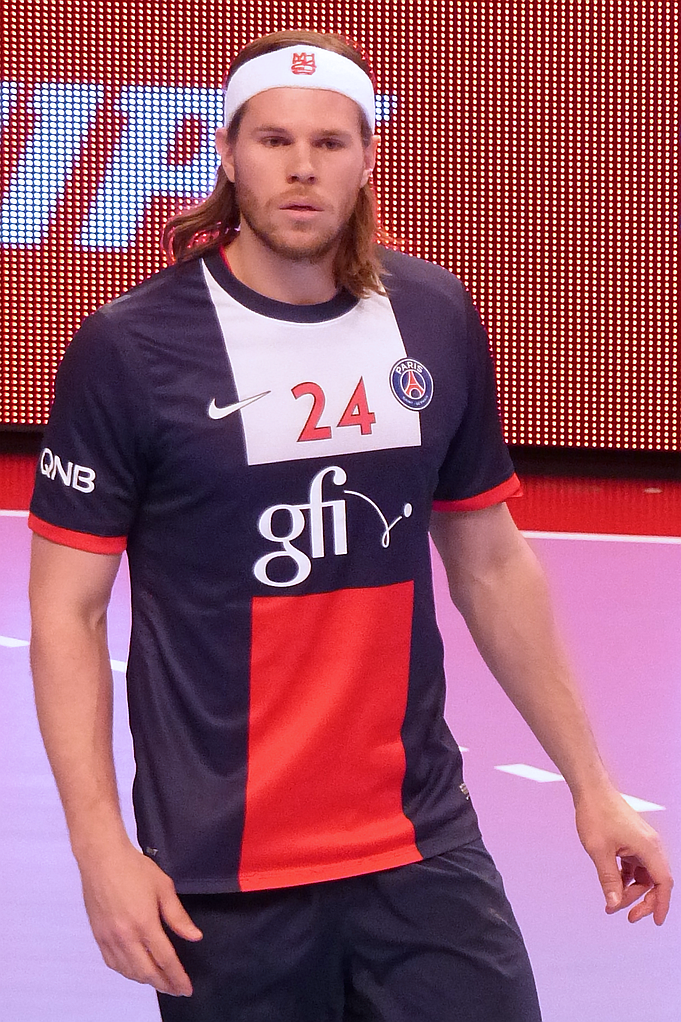
Mikkel Hansen, une des premières stars recrutée par QSI.

#### Meilleurs buteurs en D1 par saison
| Saison    | Nat. | Joueur               | Buts | MJ | Moy. |
| --------- | ---- | -------------------- | ---- | -- | ---- |
| 1989-1990 |      | Júlíus Jónasson (D2) | 168  | ?  | ?    |
| 1990-1991 |      | Júlíus Jónasson (2)  | 129  | ?  | ?    |
| 1991-1992 |      | Ion Mocanu           | 96   | ?  | ?    |
| 1992-1993 |      | Júlíus Jónasson (3)  | 95   | ?  | ?    |
| 1993-1994 |      | Nenad Peruničić      | 215  | ?  | ?    |
| 1994-1995 |      | Stéphane Stoecklin   | 175  | ?  | ?    |
| ...       |      |                      |      |    |      |
| 1998-1999 |      | Zoran Stojiljković   | 157  | 26 | 6,0  |
| 1999-2000 |      | Zoran Stojiljković   | 146  | 26 | 5,6  |
| 2000-2001 |      | Nikola Vojinović     | 119  | 25 | 4,8  |
| 2001-2002 |      | Olivier Girault      | 122  | 28 | 4,8  |
| 2002-2003 |      | Olivier Girault (2)  | 128  | 26 | 4,9  |
| 2003-2004 |      | Olivier Girault (3)  | 131  | 26 | 5,0  |
| 2004-2005 |      | Olivier Girault (4)  | 109  | 26 | 4,2  |
| 2005-2006 |      | Ibrahima Diaw        | 98   | 26 | 3,8  |
| 2006-2007 |      | Olivier Girault (5)  | 123  | 26 | 4,7  |
| 2007-2008 |      | Olivier Girault (6)  | 105  | 26 | 4,0  |
| 2008-2009 |      | Cédric Sorhaindo     | 118  | 26 | 4,5  |
| 2010-2011 |      | Mathias Ortega       | 124  | 24 | 5,2  |
| 2011-2012 |      | Nicolas Claire       | 121  | 25 | 4,8  |
| 2012-2013 |      | Luc Abalo            | 118  | 26 | 4,5  |
| 2013-2014 |      | Fahrudin Melić       | 126  | 22 | 5,7  |
| 2014-2015 |      | Mikkel Hansen        | 203  | 26 | 7,8  |
| 2015-2016 |      | Mikkel Hansen (2)    | 228  | 25 | 9,1  |
| 2016-2017 |      | Uwe Gensheimer       | 167  | 24 | 6,9  |
| 2017-2018 |      | Mikkel Hansen (3)    | 127  | 23 | 5,5  |
| 2018-2019 |      | Mikkel Hansen (4)    | 130  | 25 | 5,2  |
| 2019-2020 |      | Mikkel Hansen (5)    | 85   | 12 | 7,1  |
| 2020-2021 |      | Mikkel Hansen (6)    | 132  | 26 | 5,1  |
| 2021-2022 |      | Kamil Syprzak        | 149  | 27 | 5,5  |
| 2022-2023 |      | Kamil Syprzak (2)    | 184  | 26 | 7,1  |
| 2023-2024 |      | Kamil Syprzak (3)    | 220  | 29 | 7,6  |
| 2024-2025 |      | Kamil Syprzak (4)    | 197  | 29 | 6,8  |

 Meilleur buteur du championnat.

#### Liste de joueurs
- Patrice Canayer (1985-1990, et entraîneur 1990-1994[59])
- Jackson Richardson (1988-1991)
- Patrick Cazal (1989-1994)
- Júlíus Jónasson (1989-1991 et 1992-1993)
- Bernard Latchimy (1990-1997, 1998-2001)
- Ion Mocanu (1991-1993)[73]
- Christophe Kempé (1992-1995)[74]
- Nenad Peruničić (1993-1994)
- Stéphane Cordinier (1993-1999)[75]
- Dejan Lukić (1993-1997)
- Denis Lathoud (1994-1996)[76]
- Stéphane Stoecklin (1994-1996)[77]
- Gaël Monthurel (1995-1998)
- Olivier Girault (1999-2008, et entraîneur 2008-2011)[78]
- Ibrahima Diaw (2002-2009, 2011-2014)
- Bruno Martini (2003-2005, et manager général de 2010[79] à 2021)
- Cédric Sorhaindo (2004-2010)[80]
- Nicolas Claire (2005-2013)
- Patrice Annonay (2005-2016)[81]
- Belgacem Filah (2005-2012)
- Sid Ali Yahia  (2006-2007)
- Mohamed El-Nakib (2008-2009)
- Didier Dinart (2012-2013)[82]
- José Manuel Sierra (2012-2014)[83]
- Antonio García Robledo (2012-2014)[84]
- Marko Kopljar (2012-2015)[82]
- Róbert Gunnarsson (2012-2016)[85]
- Luc Abalo (2012-2020)[86]
- Mikkel Hansen (2012-2022)[87]
- Samuel Honrubia (2012-2016)[88]
- Fahrudin Melić (2013-2016)
- Igor Vori (2013-2016)[89]
- Daniel Narcisse (2013-2018)[90]
- William Accambray (2014-2017)
- Thierry Omeyer (2014-2019)[91]
- Benoît Kounkoud (2014-2022), Formé au club
- Dylan Nahi (2015-2021), Formé au club
- Adama Keïta (2017-2024, Formé au club
- Luka Karabatic (depuis 2015)[92]
- Nikola Karabatic (2015-2024)[93]
- Uwe Gensheimer (2016-2019)
- Nedim Remili (2016-2022)
- Rodrigo Corrales (2017-2020)
- Sander Sagosen (2017-2020)
- Viran Morros (2018-2021)
- Henrik Toft Hansen (2018-2023)
- Guðjón Valur Sigurðsson (2019-2020)
- Vincent Gérard (2019-2022)
- Dainis Krištopāns (2020-2023)
- Ferrán Solé (depuis 2020)
- Elohim Prandi (depuis 2020)
- Luc Steins (depuis 2020)
- Andreas Palicka (2022-2025)
- Jannick Green (depuis 2022)
- Petar Nenadić (2023)

#### Palmarès international des joueurs du club
Ci-après le palmarès en compétitions internationales de joueurs alors qu'ils évoluent au club :
Médailles aux Jeux olympiques (17)
- Olivier Girault, médaillé d'or en 2008[94]
- Mikkel Hansen, médaillé d'or en 2016 et médaillé d'argent en 2020[95]
- Henrik Møllgaard, médaillé d'or en 2016[95]
- Henrik Toft Hansen, médaillé d'argent en 2020
- Ferrán Solé, médaillé de bronze en 2020
- Luc Abalo, médaillé d'argent en 2016 et médaillé d'or en 2020 [95]
- Luka Karabatic, médaillé d'argent en 2016 et médaillé d'or en 2020 [95]
- Nikola Karabatic, médaillé d'argent en 2016 et médaillé d'or en 2020 [95]
- Daniel Narcisse, médaillé d'argent en 2016[95]
- Thierry Omeyer, médaillé d'argent en 2016[95]
- Vincent Gérard, médaillé d'or en 2020
- Yann Genty, médaillé d'or en 2020
- Nedim Remili, médaillé d'or en 2020

Médailles aux Championnats du monde (40)
- Denis Lathoud, médaillé d'or en 1995[96]
- Gaël Monthurel, médaillé de bronze en 1997
- Stéphane Cordinier, médaillé de bronze en 1997[75]
- Bernard Latchimy, médaillé de bronze en 1997
- Olivier Girault, médaillé d'or en 2001 et médaillé de bronze en 2003 et 2005[94]
- Cédric Sorhaindo, médaillé d'or en 2009[97]
- José Manuel Sierra, médaillé d'or en 2013[98]
- Antonio Garcia Robledo, médaillé d'or en 2013[99]
- Mikkel Hansen, médaillé d'argent en 2013[100], médaillé d'or en 2019 et en 2021
- Henrik Toft Hansen, médaillé d'or en 2019
- Marko Kopljar, médaillé de bronze en 2013[101]
- Thierry Omeyer, médaillé d'or en 2015 et en 2017[102]
- Samuel Honrubia, médaillé d'or en 2015[103]
- William Accambray, médaillé d'or en 2015 et en 2017[104]
- Xavier Barachet, médaillé d'or en 2015[105]
- Daniel Narcisse, médaillé d'or en 2015 et en 2017[106]
- Luc Abalo, médaillé d'or en 2017, médaillé de bronze en 2019
- Nikola Karabatic, médaillé d'or en 2017, médaillé de bronze en 2019 et médaillé d'argent en 2023
- Luka Karabatic, médaillé d'or en 2017, médaillé de bronze en 2019 médaillé d'argent en 2023, et médaillé de bronze en 2025
- Nedim Remili, médaillé d'or en 2017, médaillé de bronze en 2019
- Mathieu Grébille médaillé d'argent en 2023 et médaillé de bronze en 2025
- Elohim Prandi médaillé d'argent en 2023 et médaillé de bronze en 2025
- Ferran Solé médaillé de bronze en 2023
- Jannick Green médaillé d'or en 2025

Médailles aux championnats d'Europe (23)
- Olivier Girault, médaillé d'or en 2006 et médaillé de bronze en 2008[94]
- Samuel Honrubia, médaillé d'or en 2014[103]
- Luc Abalo, médaillé d'or en 2014 et médaillé de bronze en 2018[107]
- Daniel Narcisse, médaillé d'or en 2014[106]
- Mikkel Hansen, médaillé d'argent en 2014 et médaillé de bronze en 2022
- Henrik Toft Hansen, médaillé de bronze en 2022
- José Manuel Sierra, médaillé de bronze en 2014
- Antonio García Robledo, médaillé de bronze en 2014
- Rodrigo Corrales, médaillé d'or en 2018 et médaillé d'or en 2020
- Viran Morros, médaillé d'or en 2020
- Ferran Solé, médaillé d'argent en 2022
- Jesper Nielsen, médaillé d'argent en 2018
- Nikola Karabatic, médaillé de bronze en 2018 et médaillé d'or en 2024
- Luka Karabatic, médaillé de bronze en 2018 et médaillé d' or en 2024
- Nedim Remili, médaillé de bronze en 2018
- Elohim Prandi, médaillé d'or en 2024
- Andreas Palicka, médaillé de bronze en 2024

Médailles aux championnats d'Europe des moins de 18 ans (2)
- Benoît Kounkoud, médaillé d'or en 2014 (de)[108]
- Dylan Garain, médaillé d'or en 2014 (de)[108]

##### Distinctions nationales
Meilleurs handballeurs français du XXe siècle (Sept de diamant) (2)
- Stéphane Stoecklin, meilleur arrière droit (au PSG-Asnières de 1994 à 1996)
- Jackson Richardson, meilleur demi-centre (au Paris-Asnières de 1989 à 1991)

Meilleur joueur du championnat de France (9)
- Mikkel Hansen, meilleur joueur en championnat de France 2014-2015[110] et 2015-2016[111]
- Nikola Karabatic, meilleur joueur en championnat de France 2016-2017 et 2017-2018
- Sander Sagosen, meilleur joueur en  championnat de France 2019-2020[112]
- Luc Steins, meilleur joueur du championnat de France 2020-2021, 2021-2022, et 2022-2023
- Elohim Prandi, meilleur joueur du championnat de France 2023-2024

Meilleur buteur du championnat de France (5)
- Zoran Stojiljković, meilleur buteur du championnat de France 1998-1999 avec 159 buts
- Mikkel Hansen, meilleur buteur du championnat de France 2014-2015 (201 buts)[113] et 2015-2016 (228 buts)[114]
- Uwe Gensheimer, meilleur buteur du championnat de France 2016-2017 (167 buts)
- Kamil Syprzak, meilleur buteur du championnat de France 2023-2024 (220 buts)

Meilleur buteur du championnat de France de D2 (1)
- Júlíus Jónasson, meilleur buteur du championnat de France de N1B 1989-1990[115]

Élus dans l'équipe-type d'une saison du championnat (33)
- Olivier Girault, meilleur ailier gauche du championnat de France 2001-2002[109]
- Thierry Anti, meilleur entraîneur du championnat de France 2004-2005[116]
- Cédric Sorhaindo, meilleur défenseur du championnat de France 2005-2006[117] et 2008-2009[118]
- Cédric Sorhaindo, meilleur pivot du championnat de France 2008-2009[118]
- Marko Kopljar, meilleur arrière droit du championnat de France 2012-2013[119]
- Luc Abalo, meilleur ailier droit du championnat de France 2012-2013[119] et 2015-2016[111]
- Mikkel Hansen, meilleur arrière gauche du championnat de France 2014-2015[110], 2015-2016[111], 2016-2017, 2018-2019 et 2020-2021
- Nikola Karabatic, meilleur demi-centre du championnat de France 2015-2016[111], 2016-2017 et 2017-2018
- Uwe Gensheimer, meilleur ailier gauche du championnat de France 2016-2017 et 2018-2019
- Sander Sagosen, meilleur demi-centre du championnat de France 2018-2019 et 2019-2020
- Nedim Remili, meilleur arrière droit du Championnat de France 2019-2020
- Rodrigo Corrales, meilleur gardien de but du Championnat de France 2019-2020
- Viran Morros, meilleur défenseur du Championnat de France 2019-2020
- Raúl González, meilleur entraîneur du Championnat de France 2019-2020
- Luc Steins, meilleur demi-centre du Championnat de France 2020-2021, 2021-2022, 2022-2023
- Kamil Syprzak, meilleur pivot du championnat de France 2021-2022, 2022-2023, 2023-2024
- Elohim Prandi, meilleur arrière gauche du championnat de France 2022-2023, 2023-2024
- Dainis Kristopans, meilleur arrière droit du championnat de France 2022-2023

##### Distinctions internationales
Élection du Meilleur handballeur mondial de l'année (3)
- Mikkel Hansen, meilleur joueur du monde 2015[120]et 2018
- Nikola Karabatic, meilleur joueur du monde 2016

Récompenses en Ligue des champions (20)
- Didier Dinart, meilleur défenseur de la ligue des champions sur la période de 1993-2013[121]
- Luc Abalo, meilleur ailier droit de la ligue des champions 2013-2014[122]
- Uwe Gensheimer, meilleur ailier gauche de la ligue des champions 2017-2018
- Mikkel Hansen, meilleur demi-centre de la ligue des champions 2013-2014[122], 2014-2015[123], et de la ligue des champions 2019-2020
- Mikkel Hansen, meilleur arrière gauche de la ligue des champions 2016-2017, de la ligue des champions 2017-2018, et de la ligue des champions 2020-2021
- Mikkel Hansen, meilleur buteur de la ligue des champions 2015-2016 avec 141 buts[124]
- Sander Sagosen, meilleur arrière gauche de la ligue des champions 2017-2018 et de la ligue des champions 2019-2020
- Luka Karabatic meilleur défenseur de la ligue des champions 2016-2017 et de la ligue des champions 2017-2018
- Nikola Karabatic, meilleur demi-centre de la ligue des champions 2016-2017 et de la ligue des champions 2017-2018
- Dylan Nahi, meilleur espoir de la ligue des champions 2020-2021
- Kamil Syprzak, meilleur pivot de la ligue des champions 2021-2022
- Luc Steins, meilleur demi-centre de la ligue des champions 2022-2023
- Elohim Prandi, meilleur arrière gauche de la ligue des champions 2023-2024

Récompenses aux championnats du monde (6)
- Jackson Richardson, meilleur joueur du championnat du monde 1990[125]
- Mikkel Hansen, meilleur joueur du championnat du monde 2013[126]
- Thierry Omeyer, meilleur joueur du championnat du monde 2015[127]
- Thierry Omeyer, meilleur gardien de but du championnat du monde 2015[127]
- Nikola Karabatic, meilleur joueur du championnat du monde 2017
- Nedim Remili, meilleur arrière droit du championnat du monde 2017

Récompenses aux championnats d'Europe (7)
- Luc Abalo, meilleur ailier droit du championnat d'Europe 2014
- Mikkel Hansen, meilleur arrière gauche du championnat d'Europe 2014 du championnat d'Europe 2018[128] et du championnat d'Europe 2022
- Sander Sagosen, meilleur demi-centre du championnat d'Europe 2018
- Jesper Nielsen, meilleur pivot du championnat d'Europe 2018
- Luc Steins, meilleur demi-centre du championnat d'Europe 2022

Récompenses aux Jeux olympiques (6)
- Stéphane Stoecklin, meilleur arrière droit des Jeux olympiques 1996
- Mikkel Hansen, meilleur joueur et meilleur arrière gauche des Jeux olympiques 2016[129]
- Nikola Karabatic, meilleur demi-centre des Jeux olympiques 2016[129]
- Nedim Remili, meilleur demi-centre des Jeux olympiques 2020
- Vincent Gérard, meilleur gardien de but des Jeux olympiques 2020
- Mikkel Hansen, meilleur arrière gauche des Jeux olympiques 2020